# ジュジュ苑全国ツアー2012 at 日本武道館
『ジュジュ苑全国ツアー2012 at 日本武道館』(ジュジュえんぜんこくツアー・2012 アット にほんぶどうかん)はJUJUのライブ・ビデオ。

## 概要
映像作品としては、『MTV UNPLUGGED JUJU』より約7ヶ月ぶりとなる。
初回限定盤には、『JUJU LIVE TOUR 2011 〜YOU〜』のライブ映像が収録されている。

## 収録曲

### Disc.1
1. FLY ME TO THE MOON
2. 白い恋人達
3. Yes-No
4. 奏（かなで）
5. STORY
6. NEVER TOO MUCH
7. AIN'T NO MOUNTAIN HIGH ENOUGH
8. リフレインが叫んでる
9. 糸
10. THE GREATEST LOVE OF ALL
11. 光の中へ
12. 花がめぐるところへ
13. この夜を止めてよ
14. 明日がくるなら
15. ただいま
16. ありがとう
17. やさしさで溢れるように

### Disc.2 (初回限定盤のみ)
1. さよならの代わりに
2. Memories
3. 素直になれたら
4. 願い
5. If
6. INFATUATION
7. Piece Of Our Days
8. この夜を止めてよ
9. Love again
10. つよがり
11. また明日...
12. 光の中へ
13. Voice
14. LOVE TOGETHER
15. やさしさで溢れるように
16. 空
17. Trust In You
18. ANTIQUE
19. Lullaby Of Birdland
20. 奇跡を望むなら...
21. YOU